# Блогер
Блогер (енгл. Blogger) је особа која креира (пише, води) блог. Блогери нису хомогена група особа. Постоји велики број личних и професионалних мотива за блоговање, и блогери потичу из веома различитих друштвених, политичких и економских прилика.
Један од начина поделе блогера је у односу на тип блога:
- Персонални: блог на теме личних интереса, које нису у вези са послом/професијом
- Професионални: блог из области једне или више привредних грана и професије, али углавном није директно везан за компанију у којој блогер ради.
- Компанијски: блог који се води ради компанијских циљева